# クリーブランド連邦準備銀行
クリーブランド連邦準備銀行（Federal Reserve Bank of Cleveland）は、アメリカ合衆国の連邦準備銀行のひとつ。連邦準備制度の第4連邦準備区を管轄している。オハイオ州のクリーブランドに本部がある。現在の総裁は、ロレッタ・メスター（Loretta Mester、第11代総裁、2014年6月1日 - ）である。

## 概要
- クリーブランド・オフィス（本部）：オハイオ州クリーブランド
- シンシナティ・オフィス：オハイオ州シンシナティ
- ピッツバーグ・オフィス：ペンシルベニア州ピッツバーグ

## 管轄地区
- 第4連邦準備区
  - オハイオ州（本部所在地）
  - ペンシルベニア州西部
  - ケンタッキー州東部
  - ウェストバージニア州北部の細長い地域